# Syndicat national des inspecteurs des Finances publiques
Le Syndicat national des inspecteurs des Finances publiques (SNIFip), créé en 1991 sous le nom de Syndicat des huissiers du Trésor public (SHTP), est affilié à la Fédération nouvelle des syndicats professionnels - MINEFE, elle-même affiliée à la Fédération générale autonome des fonctionnaires (FGAF).
Lors des élections du 4 décembre 2007 en CAP centrale, le SNI Fip, syndicat de catégorie A, a obtenu 565 voix, soit près de 10 % des suffrages exprimés
Le Syndicat national des inspecteurs des Finances publiques a son siège 16 rue Notre-Dame des Victoires – 75097 Paris Cedex 02 